# Gunnera killipiana
Gunnera killipiana là một loài thực vật có hoa trong họ Dương nhị tiên. Loài này được Lundell mô tả khoa học đầu tiên năm 1940.